# بورغولزلي

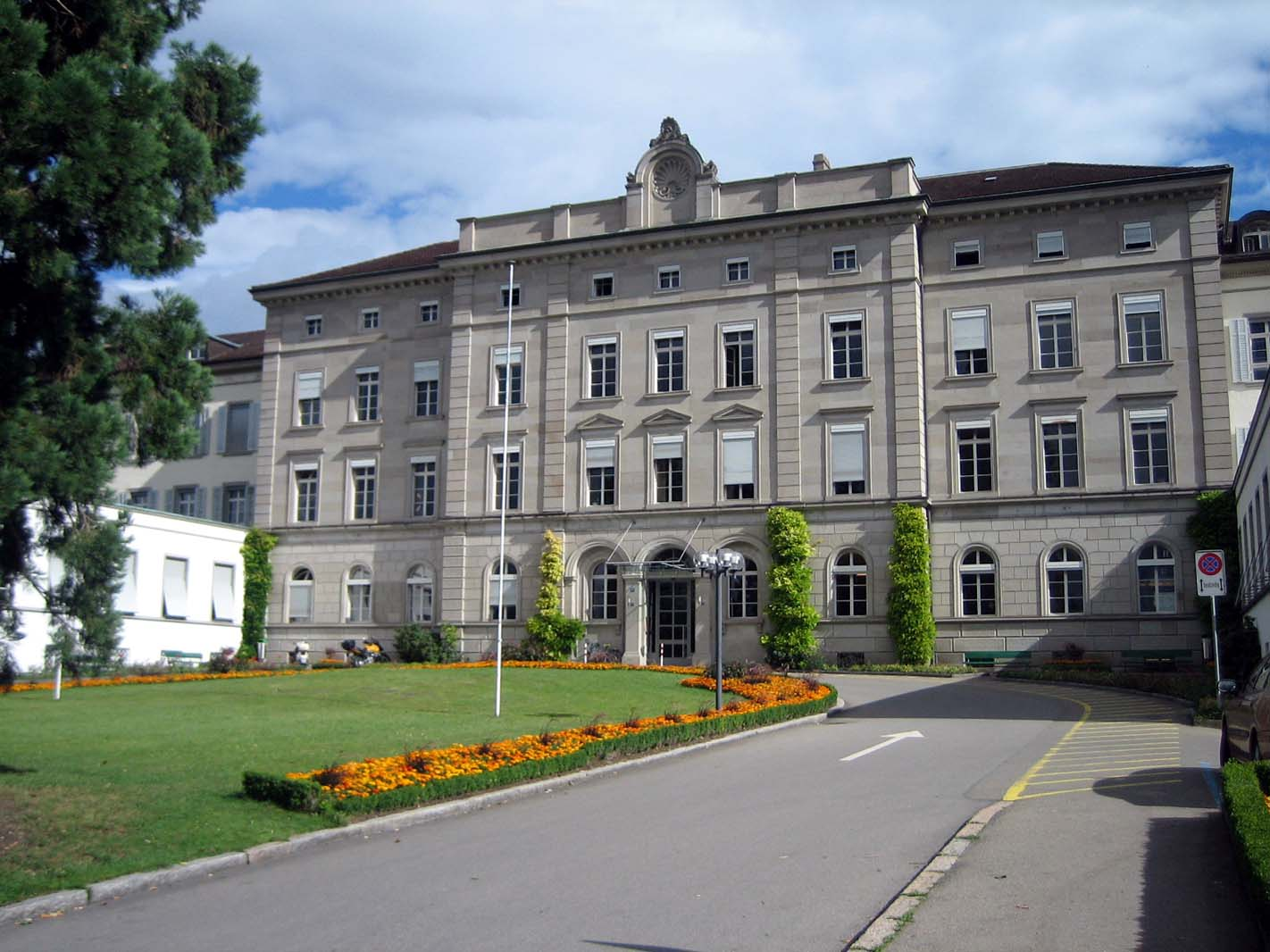
بورڠوتزلي

بورڠوزلي (بالألمانية: Psychiatrische Universitätsklinik Zürich) هو مستشفى الأمراض النفسية في جامعة زيورخ، سويسرا. يقع المستشفى على تلة «بورڠوزلي» بمنطقة رييسباخ في جنوب شرق زيورخ.

## التاريخ
يقع المبنى القديم في دير Predigerkirche وهو أحد الكنائس الأربع في البلدة القديمة بزيورخ، وتم استخدامه بعد إلغاء الدير من قبل المستشفى. بعد بناء المستشفى الجديد في عام 1842، أصبحوا ما يسمى «فيرسورغونغزانستالت» حيث كان يسكن المرضى المصابين بأمراض مزمنة، قديمة، وغير قابلة للشفاء. اشتكى العديد من السكان في المجمع من الحالة الغير مستقرة والتي تم حلها في عام 1870، عندما تم بناء مصحة بورڠوزلي.
تاريخ المستشفى بدأ في أوائل 1860 عندما خطط الطبيب الباطني ويلهلم غريزينجر بجامعة زيوريخ لإنشاء عيادة نفسية نفسية من أجل علاج إنساني للمرضى النفسيين. على الرغم من أن غريزينجر مات قبل أن تأسيس المبنى في عام 1870، لذلك فإنه يعتبر مؤسس بورڠوزلي.
من 1870 حتى عام 1879، تناوب على المستشفى ثلاثة مدراء، برنهارد فون قودن و غوستاف هوغنين و إدوارد هيتسيغ. جميعهم كانوا يمارسون الطب من الأساس البيولوجي، من خلال دراسة فيسيولوجية وباثولوجية الدماغ  لتكون الركيزة الأساسية لبحوثهم.
أوغست هنري فوريل كان المدير الرابع لبورڠوزلي، وقضى ما يقرب من عشرين عاما في إدارته. تحت قيادته بدأ المستشفى في الحصول على الاعتراف في المجال الطبي. فوريل كان قادرا على الجمع بين «النهج الديناميكي» للطب النفسي الفرنسي مع التوجه البيولوجي  للمدرسة النفسية الألمانية. في عام 1898أصبح يوجين بليولر مديراً لبورڠوزلي، حيث بقي في منصبه حتى عام 1927. يعتبر عصر بليولرأبرز فترة في المستشفى، ويرجع ذلك إلى حد كبير إلى ظهور التحليل النفسي، استخدام نظريات فرويد النفسية والعمل الإبداعي من مساعد بليولر كارل غوستاف يونغ. خلف بليولر في الإدارة هانز-فولفغانغ ماير وبعد ذلك ابنه مانفريد بليولر.
بالإضافة إلى يونغ، العديد من الأطباء النفسيين المشهورين أمضوا جزءا من حياتهم المهنية في بورڠوزلي، بما في ذلك كارل ابراهام، لودفيغ بنسوانغر، أوجين مينكوفسكي، هيرمان رورشاخ، فرانز ريكلين، كونستانتين فون موناكو، إرنست رودين، أدولف ماير، أبراهام بريل واميل أوبرهولزر. ابن ألبرت اينشتاين ادوارد اينشتاين كان أحد ال مرضى في بورڠوتزلي. اليوم بورڠوزلي هو أحد أهم مراكز البحوث النفسية والعلاج من الأمراض النفسية.

## هوامش
تم تصوير فيلم الخيال السويسري "Marmorera" المنتج عام 2007  في مستشفى بورڠوزلي بمدينة زيورخ.